# Каламджар
Каламджа́р (узб. Qalamjarsoy/Қаламжарсой) или Сельса́й (узб. Selsoy/Селсой) — бессточная, на большей части течения пересыхающая или пролегающая в виде сухого русла, река (сай) в Кошрабадском районе Самаркандской области и восточной части Навоийской области Узбекистана.
Сай последовательно меняет названия: в верховьях — Кесканта́л (узб. Keskantol/Кескантол), далее — Каттаса́й (узб. Kattasoy/Каттасой), оставшуюся часть течения — Каламджар, Сельсай и Каландарса́й (узб. Qalandarsoy/Қаландарсой).

## Общее описание
Длина сая равна 121 км, площадь бассейна — 2610 км². Среднемноголетний расход воды, измеренный в 10 км ниже истока, составляет 0,055 м³/с.

## Течение реки
Кескантал берёт начало на южном склоне Северного Нуратинского хребта (собственно Нуратау), его хребта-ответвления Суялташ. Исток реки располагается близ горы Кара, на высоте около 1200 м.
От истока течёт в юго-западном направлении. На начальном участке течения сохраняется постоянный водоток. Здесь по берегам реки стоят населённые пункты Ганам, Каныр, Кескантал, Карабау. Между Карабау и нижележащим населённым пунктом Котурбулак начинается пересыхающий участок течения.
Выше населённого пункта Катаган русло поворачивает и отсюда проходит общем западно-северо-западном направлении. Далее по его берегам находятся населённые пункты Гаухана, Шурча, Джуш, Акмачит, Корыс, Тура. Согласно «Национальной энциклопедии Узбекистана», ниже Шурчи река получает название Каттасай, а ниже Джуша именуется Каламджар, Каландарсай и Сельсай. На картах Генерального штаба название Каттасай продолжает использоваться и далее, а название Каламджар (Сельсай) даётся саю лишь после слияния с Урганчи у населённого пункта Джилантамгалы. Начиная от Джуша он отмечается как сухое русло, местами — как овраг.
За подходом Урганчи по берегам русла последовательно располагаются населённые пункты Джилантамгалы, Папаны, Каракум, Сайкичар, Джагарма Зулумсары, Аккула, Янгибина. Начиная от Каракума вдоль Каламджара тянутся недействующие кяризы.
Между населёнными пунктами Зулумсары и Аккула сай приобретает небольшой уклон к югу, далее, близ населённого пункта Янгибина возвращает небольшой северный уклон.

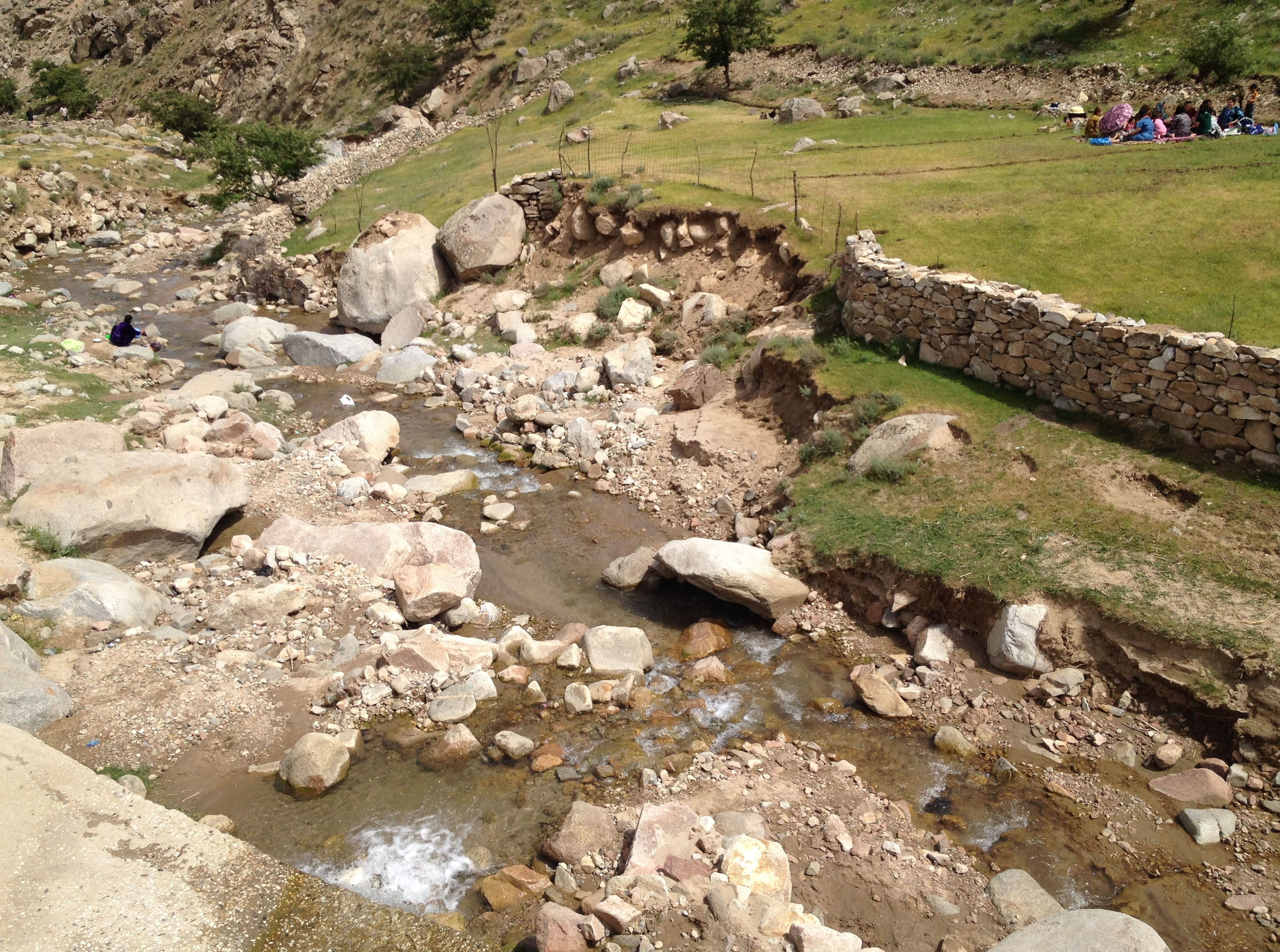
Река Чуясай (название после слияния водотоков), бывший правый приток Каламджара

В настоящее время русло-овраг обрывается к востоку от населённого пункта Янгиабад. Кяризы в северо-восточном направлении продолжаются ещё некоторое время, оканчиваясь севернее города Нурата.

## Притоки Каламджара
В Каттасай впадают значительные сезонные притоки Ходжабай (слева) и Укбулак (справа). У населённых пунктов Джуш и Джилантамгалы соответственно с Каламджаром сливаются правые притоки Джалатар (сезонно) и Урганчи (название сухого русла реки Бигляр в нижнем течении).
Левым притоком Каламджара считается река Чуясай, текущая к населённому пункту Сайкичар, однако сейчас она не доходит до него даже в качестве сухого русла. Немного ниже с правой стороны к Сельсаю подходит сухое в низовьях русло водотока Аузыкен.